# Крест заслуги Белорусской краевой обороны
Крест заслуги БКО (бел. Крыж Заслугі БКА) — награда, утверждённая президентом Белорусской центральной рады Радославом Островским для бывших военнослужащих Белорусской краевой обороны.

## История
10 октября (по данным фалериста Мозырца, 10-14 октября) 1976 года Радослав Островский (за неделю до смерти) утвердил три награды БKО. Второй из них, согласно списку, был Крест Заслуги БКО.
Все эти награды были предназначены для чествования белорусов из числа сторонников Белорусской Центральной Рады в изгнании. Вместе с медалями выдавались дипломы.
Совет БНР, представлявший большую часть белорусской диаспоры, не признал награду.

## Описание
По дизайну крест представлял собой гибрид между Георгиевским крестом (где Георгий был заменён на всадника с герба БНР) и наградой для восточных народов вермахта (от бронзового варианта которой позаимствован цвет ленты).
Крест был прикреплён к зелёной ленте. В центре которой находилось изображение Погони, а на концах — буквы Б, К, А (белорусская аббревиатура для Белорусской краевой обороны) и год 1944 (год основания БKО). На оборотной стороне вместо Погони в центре располагалась надпись БЦР. Крест был изготовлен из бронзы.

## Факты
- Существовали также проекты золотых, серебряных и железных крестов за заслуги.
- Копия Креста за заслуги БКО хранится в Белорусском институте науки и искусства .